# Муро (Франция)
Муро (фр. Muro, корс. Muru) — коммуна во Франции, находится в регионе Корсика. Департамент коммуны — Верхняя Корсика. Входит в состав кантона Бельгодер. Округ коммуны — Кальви.
Код INSEE коммуны — 2B173.

## Население
Население коммуны на 2008 год составляло 263 человека.
| 1962 | 1968 | 1975 | 1982 | 1990 | 1999 | 2008 |
| ---- | ---- | ---- | ---- | ---- | ---- | ---- |
| 374  | 400  | 323  | 283  | 276  | 248  | 263  |

## Экономика
В 2007 году среди 157 человек в трудоспособном возрасте (15—64 лет) 112 были экономически активными, 45 — неактивными (показатель активности — 71,3 %, в 1999 году было 66,4 %). Из 112 активных работали 90 человек (53 мужчины и 37 женщин), безработных было 22 (11 мужчин и 11 женщин). Среди 45 неактивных 11 человек были учениками или студентами, 12 — пенсионерами, 22 были неактивными по другим причинам.

## Фотогалерея

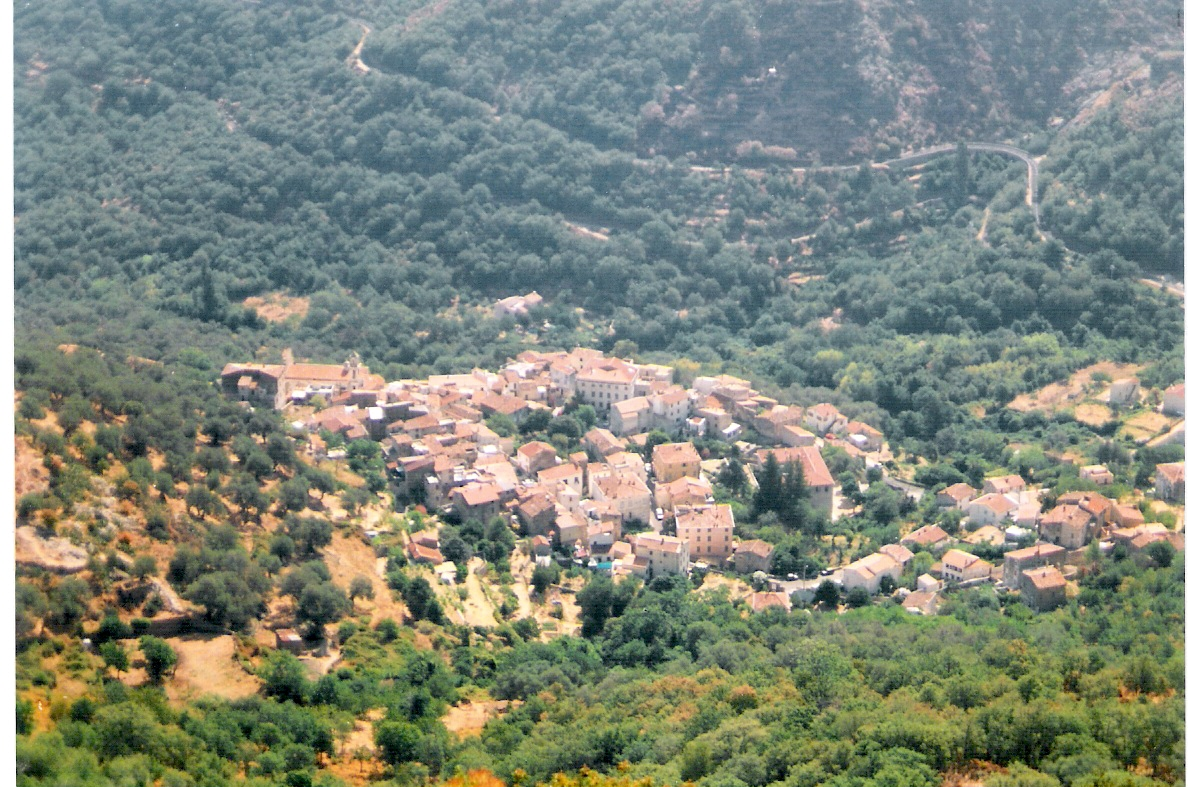
Муро
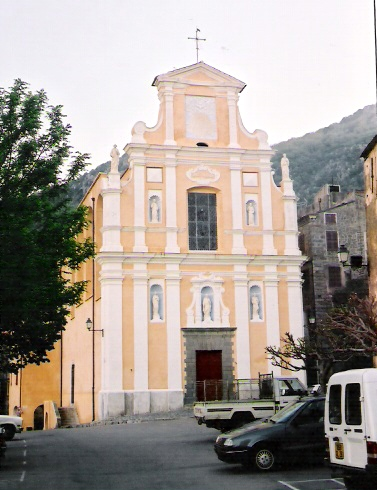
Церковь Благовещения, XVII век
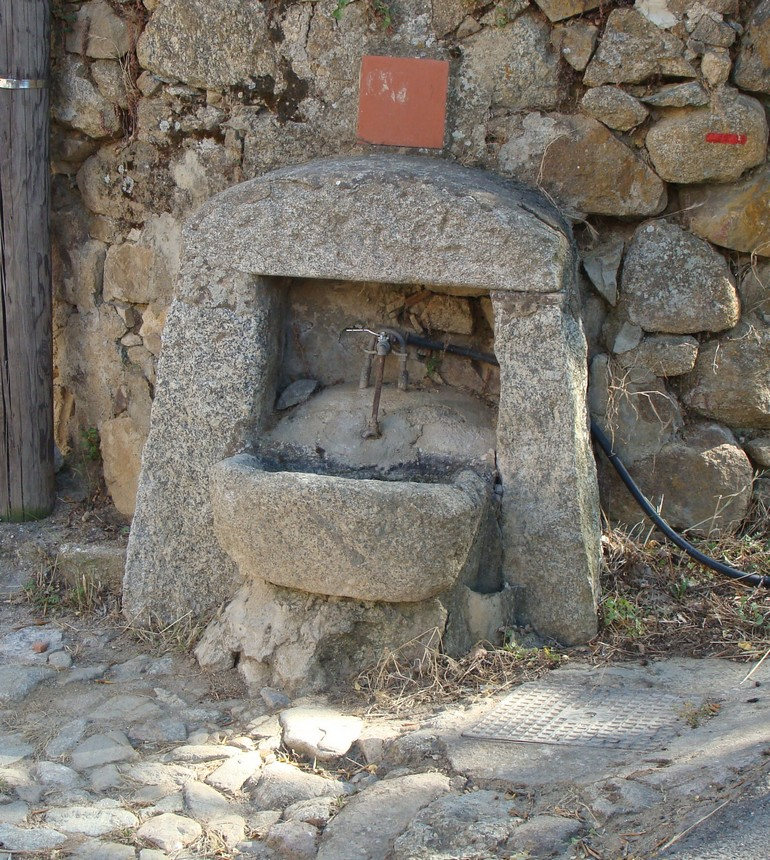
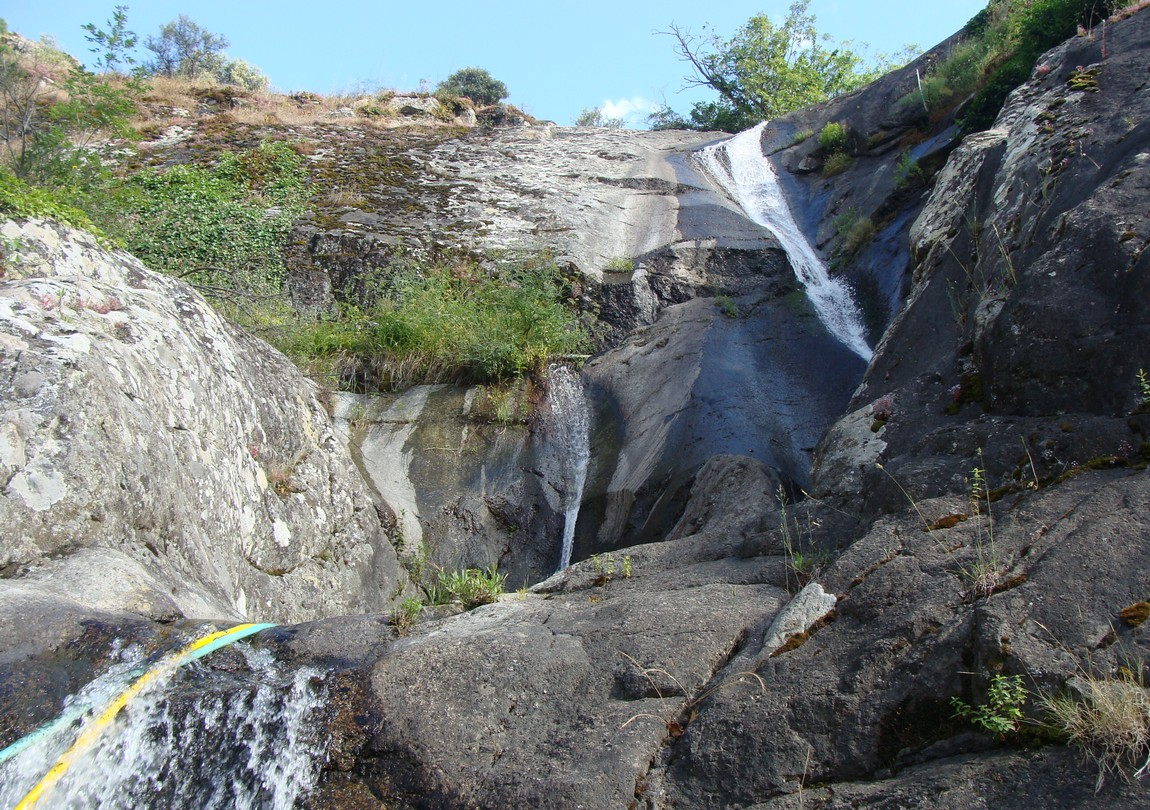